# Eastwood Rides Again
Eastwood Rides Again è il sesto album del gruppo reggae giamaicano The Upsetters, prodotto da Lee "Scratch" Perry e pubblicato nel 1970 dall'etichetta discografica Trojan Records.
L'album segna un momento di transizione nel lavoro di Perry, preannunciando un chiaro cambio di stile rispetto ai primi dischi da lui prodotti e, attraverso la sperimentazione di nuovi suoni e tecniche di registrazione, suona sorprendentemente differente rispetto a qualsiasi altro disco reggae inciso fino ad allora e mostra addirittura i primi esempi di quello che qualche anno dopo verrà indicato come dub. Accanto a brani contemporanei (del 1970) si trova anche una registrazione del sassofonista Val Bennet del 1968: Baby Baby.

## Ristampe
L'album è stato ripubblicato nel 1995, sempre dalla Trojan Records come parte di Scratch the Upsetters Again, sia su CD che su doppio LP. La ristampa conteneva l'originale Scratch the Upsetter Again e l'album Eastwood Rides Again. Il disco è stato nuovamente ristampato nel 1996 su CD.
Il brano Dollar in the Teeth è stato inserito nella colonna sonora del videogioco Grand Theft Auto: London 1969.

## Tracce

### Lato A
1. Eastwood Rides Again (2:59)
2. Hit Me (2:28)
3. Knock on Wood (2:46)
4. Popcorn (2:10)
5. Catch This (2:18)
6. You Are Adorable (3:28)
7. Capsol (2:26)

### Lato B
1. Power Pack (2:29)
2. Dollar in the Teeth (2:33)
3. Baby Baby - Val Bennett (2:15)
4. Django (Ol' Man River) (2:31)
5. Red Hot (2:46)
6. Salt and Pepper (2:37)
7. Tight Spot (2:35)

## Formazione
- Alva "Reggie" Lewis - chitarra
- Glen Adams - organo.
- Aston "Family Man" Barrett - basso
- Carlton Barrett - batteria